# José Segura
José Segura Clavell es un político español nacido el 4 de julio de 1944 en Barcelona. Casado y con 3 hijos. Profesor en el Instituto de Enseñanzas Medias de Tejina durante dos cursos académicos. Doctor en Ciencias Químicas. Catedrático de Termodinámica en la Escuela Oficial de Náutica de Santa Cruz de Tenerife. Ejerció como profesor de Física aplicada en diferentes cursos académicos en la Escuela Universitaria de Arquitectura Técnica, en la Facultad de Medicina, en la Facultad de Ciencias Biológicas, centros todos ellos pertenecientes a la Universidad de La Laguna. Autor de más de una docena de trabajos de investigación publicados en revistas especializadas. Actualmente es director de Casa África.

## Biografía
Afiliado al PSOE desde los setenta, fue consejero del Cabildo de Tenerife, durante los años 1979 a 1983 y 1987 a 1991, y presidente del mismo y de la Mancomunidad de Cabildos de la provincia de Santa Cruz de Tenerife del año 1983 a 1987.
En 1989 es elegido senador por la isla de Tenerife, cargo que simultanea con el de alcalde de San Cristóbal de La Laguna durante los años 1991 a 1993, siendo reelegido como senador para un segundo mandato de 1993 a 1996.
En 1996 es elegido diputado en la VI Legislatura, VII y VIII de Las Cortes españolas por la provincia de Santa Cruz de Tenerife, en este último mandato dimitió para ejercer el cargo de delegado del Gobierno en Canarias (2004-2008), al cual renunció para presentarse a las elecciones generales españolas de 2008, en las que resultó nuevamente elegido para la IX. En las elecciones generales españolas de 2011 también resultó elegido para la X.
El 1 de marzo de 2019 el consejo rector del consorcio público Casa África aprobó su nombramiento como director de la entidad, ocupando el cargo a partir del 18 de marzo.
Es autor de varios libros: 
- Termodinámica técnica (ISBN 978-84-291-4352-2) (1994) y (ISBN 978-84-7288-039-9) (1979)
- Problemas de termodinámica técnica con Juan Rodríguez Sevilla (ISBN 978-84-291-4353-9) (1990)
- Plan estratégico de Canarias (ISBN 978-84-8382-989-9) (2009)
- Corredor de fondo (ISBN 978-84-9941-036-4) (2010)
- Registro especial de buques y empresas navieras de Canarias: privatización del sector público naviero español (978-84-16404-21-6) (2016)
- Inmigración irregular por vía marítima. Canarias: una experiencia (ISBN 978-84-16759-14-9) (2016)
- El transporte aéreo en España: el impacto de la liberalización (978-84-16759-52-1) (2017)
- Frenar el cambio climático: una aportación y 101 propuestas. (978-84-16759-66-8) (2017)
- El fracaso de la reforma eléctrica del PP. (978-84-17360-25-2) (2018)
- Tiempo de África. Artículos y otros textos (2017-2020) (ISBN 978-84-18138-75-1) (2021)
- Tiempo de África 2. Artículos y otros textos (2021-2022) (ISBN 978-84-18902-30-7) (2022)
- Tiempo de África 3: artículos, 2022-2023 (978-84-19681-13-3) (2023)
- Tiempo de África 4: artículos (2023). (978-84-19681-94-2) (2024)

## Cargos políticos desempeñados
- Consejero del Cabildo Insular de Tenerife (1979-1991)
- Presidente del Cabildo Insular de Tenerife (1983-1987)
- Senador en Las Cortes Generales (1989-1996)
- Concejal en el Ayuntamiento de San Cristóbal de La Laguna (1991-1995)
- Alcalde de San Cristóbal de La Laguna (1991-1993)
- Diputado por Tenerife en el Congreso de los Diputados (1996-2004)
- Delegado del Gobierno en Canarias (2004-2008)
- Diputado por Tenerife en el Congreso de los Diputados (2008-2016)
- Director general de Casa África (2019- )

## Reconocimientos
- Gran Cruz de la orden del Mérito Militar con distintivo blanco (1988).
- Cruz de Plata de la Guardia Civil.
- Medalla de oro de Cruz Roja Española.
- En agosto de 2019 fue pregonero de las Fiestas de la Patrona de Canarias, la Virgen de Candelaria.[2]